# Slovenen
De Slovenen (Sloveens: Slovenci, enkelvoud Slovenec (m), Slovenka (v)) is een Zuid-Slavisch volk dat voornamelijk in Slovenië leeft. De door Slovenen gesproken taal is het tot de Slavische talen behorende Sloveens. Het aantal sprekers van het Sloveens bedraagt wereldwijd ongeveer 2,2 miljoen.

## Demografie

### Binnen Slovenië

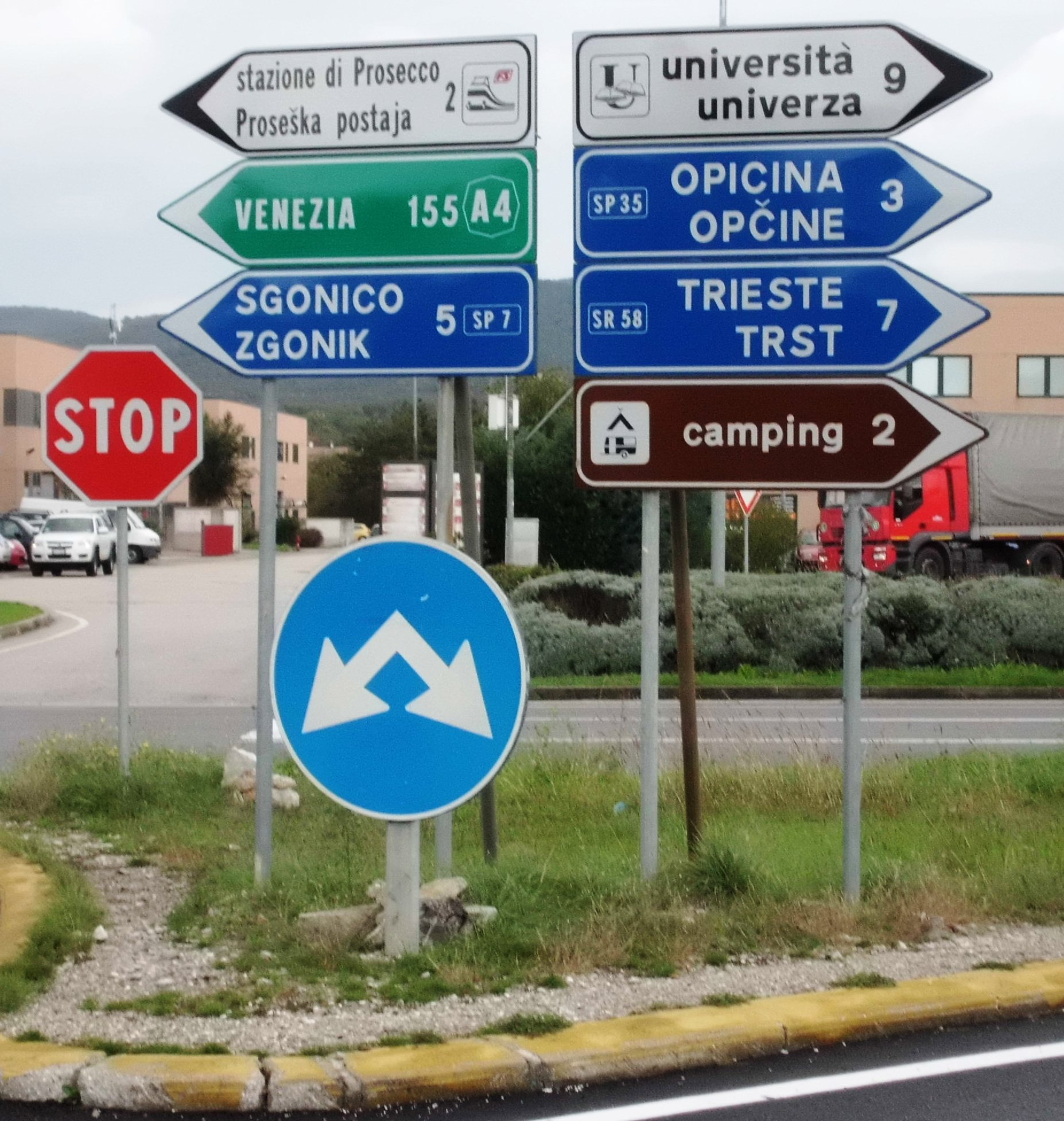
Tweetalige Sloveens-Italiaanse bewegwijzering in Friuli-Venezia Giulia

Verreweg het grootst aantal Slovenen leeft binnen de grenzen van de republiek Slovenië. Zij vormen circa 90% van de bevolking van Slovenië. Een autochtone Sloveense bevolking wordt in de aangrenzende landen aangetroffen:
- in Friuli-Venezia Giulia (Furlanija Julijska Krajina) in Noord-Oost-Italië (Sloveense minderheid in Italië): 100.000 - 120.000 sprekers;
- in de Oostenrijkse bondsstaat Karinthië (Koroška) (Karinthische Slovenen): 40.000 sprekers;
- in het Oostenrijkse deel van Stiermarken (Štajerska) ten zuiden van Graz (Gradec) 5.000 - 10.000 sprekers;
- in de Hongaarse regio Szentgotthard (Monošter): 5.000 - 6.000 sprekers;
- in Kroatië, waar van de 25.000 sprekers overigens slechts een gering deel als autochtoon aangemerkt moet worden.

Het aantal sprekers is niet precies te bepalen, aangezien tellingen en statistische berekeningen in alle gebieden onderwerp zijn van politiek interpretatie en strijd - met uitzondering van de Slovenen in Hongarije.

### Buiten Slovenië
Het aantal Slovenen dat buiten het autochtone vestigingsgebied woont, wordt verschillend geschat. Wanneer zowel houders van de Sloveense nationaliteit alsook hun nakomelingen, die zich op enige manier met Slovenië identificeren, in ogenschouw worden genomen, ligt hun aantal rond de 300.000.
Verdeling per land:
- Duitsland 30.000
- Frankrijk 4.000
- België 1.500
- Nederland 1.000
- Zweden 4.000
- Zwitserland 4.000
- Bosnië 6.000
- Noord-Macedonië 1.500
- Servië 5.100
- Verenigde Staten 174.000
- Canada 30.000
- Argentinië 25000
- Australië 25.000
- Zuid-Afrika 100
- Japan 100
- Rusland 150

De aanwezigheid van Slovenen in het huidige Nederlands-Limburg is reeds voor de 15e eeuw vastgesteld. Zij namen deel aan populaire bedevaarten naar Keulen, Aken en ook naar Maastricht, dat met Servatius een buitengewoon belangrijke heilige had. Deze bedevaarten werden in de 18e eeuw in geheel Oostenrijk verboden.
In de eerste helft van de 19e eeuw werkten vele Sloveense migranten in de mijnen van de Kempen en Nederlands-Limburg. Het aantal Slovenen in Heerlen en omgeving beliep in 1931, een piekjaar voor deze groep, circa 4.000 personen.
zie ook: Sloveense diaspora.

## Geschiedenis

### Etnogenese
Rond 570 begonnen zich Slavische stammen in de regio tussen de Alpen en de Adriatische Zee te vestigen. Ze kwamen vanuit het noordelijk gelegen Moravië. Deze immigratie vond plaats gedurende een lange periode, die waarschijnlijk pas eindigde aan het begin van de 9e eeuw. Het bisdom Ptuj bleek reeds voor 577 in verval te zijn geraakt als direct gevolg van deze immigratiegolf. Een tweede instroom van Slaven zette enigszins later in, komend vanuit het zuidoosten en ging samen met de komst van de Avaren. Het Avaarse steppenvolk beheerste de Pannonische Vlakte na het vertrek van de Longobarden naar Italië in 568. De Avaren trokken, begeleid door Slaven, vanaf de verovering van Sirmium, het huidige Sremska Mitrovica in Vojvodina, richting noordwesten. Rond 588 werd het gebied rond de Sava, 591 rond de Drau en de jaren daaropvolgend de omgeving tot aan Lienz bevolkt.
In het zuiden van het huidige Slovenië vormde zich de grens tussen de Slaven en de Longobarden in het begin van de 8e eeuw. Deze grens verliep in de laagvlakte van Friuli en is min of meer tot op de dag van vandaag gehandhaafd. Istrië werd tot circa 600 in bezit genomen door de Slaven noordelijk van de lijn Triëst-Rijeka. Pas aan het eind van de 8e eeuw werd op instigatie van de zich toen juist vestigende Frankische overheid het Istrische binnenland door Slaven gekoloniseerd.
Het is meer dan waarschijnlijk dat de komst van Slaven uit het noorden en zuiden geen radicale breuk met de gevestigde oudingezetenen (Romanen) betekende, maar dat veeleer een vermenging plaatsvond, zoals eertijds de Romaanse bevolking zich vermengde met de Keltische bevolking.

### Avaars gezag en koning Samo
Met de komst van de Slaven, in het gevolg en onder heerschappij van de Avaren, kwam het rond 623 tot de eerste pogingen zich van de Avaren te ontdoen. Toen het Avaarse gezag instortte ten gevolge van onderlinge onenigheid en de verloren oorlog in de Bosporus in 626, sterkte dit de Slaven. De van oorsprong Frankische Samo, die reeds in 623 het verzet leidde, stichtte daarop de eerste Slavische staatsvorm, die ook de Alpenslaven (ook Vineden genoemd) omvatte en werd koning. Hij bleef dit tot aan zijn dood in 658. De Alpenslaven, voorouders der Slovenen, hadden in deze tijd hun eigen stadhouder in de persoon van Valuk.
De vestiging van Samo's heerschappij, tussen 623 en 626, werd al gauw een twistappel. In 630 probeerde de Merovinger Dagobert I in samenwerking met de Alemannen en Longobarden Samo's rijk te vernietigen, hetgeen mislukte.
Aan het feit, dat in deze tijd, 631-632, zich een groep Bulgaren onder leiding van Alcocius bij Valuk en zijn Slaven aansloot, en vervolgens rond 662 het longobardische Italië introk en daar verslag deed, danken we de wetenschap, dat de losse tribale confederatie van Samo in fragmenten overleefde. Daarmee lijkt de these, dat Samo's rijk na diens dood verdween voorbarig. Alcocius bericht namelijk dat de Alpenslaven onafhankelijk waren van al hun buren, de Bajuwaren, Franken, Longobarden en Avaren.

### Karantanië en afsluiting van de etnogenese
De Alpenslaven bleken zich ook na Samo's dood zelfstandig te handhaven. In de Conversio Bagoariorum et Carantanorum wordt gesproken van "Sclavi qui dicuntur Quarantani" ("Slaven, die Karantaniërs genoemd worden"). Het gaat hierbij echter om een polyetnische bevolking, waartoe niet alleen de Slaven behoorden, maar ook Kroaten, Doeleben en oud-ingezetenen. Paulus Diaconus geeft voor 664 aan dat in Carantanum een gens Sclavorum aanwezig was, die hij met dezelfde aanduiding Carantanum als herkenbare groep identificeert. Kort hierna, rond 700, is de etnogenese van de Sloveense voorouders afgesloten.

### Politieke identiteit
Eeuwen later, in de Renaissance en versterkt tijdens de Verlichting, kreeg de Sloveense identiteit vorm - mede door de ontwikkeling van de Sloveense literatuur. In de 19e eeuw gaven de Slovenen aan dit culturele besef een politieke dimensie, die uiteindelijk uitmondde in het uitroepen van een Nationale Raad in 1918, het eerste Sloveense zelfstandige bestuur, dat onderdeel uitmaakte van de confederale Staat van Slovenen, Kroaten en Serven. Tijdens de Tweede Wereldoorlog werd het streven naar een zelfstandige behandeling van Slovenië wederom tot uitdrukking gebracht in de zitting van de Assemblee van Afgevaardigden van het Sloveense Volk (Assemblee van Kočevje), die van 1 tot 3 oktober 1943 in het bevrijde gebied van Kočevje plaatsvond. De 650 afgevaardigden besloten o.a. tot inlijving van Primorska (Duits: Küstenland) bij Slovenië en een afvaardiging naar de Anti-fascistische Raad voor de Nationale Bevrijding van Joegoslavië (AVNOJ) die op 29 november 1943 in Jajce plaatsvond. De Slovenen bereikten politieke onafhankelijkheid in 1991.